# Moisei
Moisei – wieś w Rumunii, w okręgu Marmarosz, w gminie Moisei. W 2011 roku liczyła 9264 mieszkańców.